# Matignon (Côtes-d’Armor)
Matignon település Franciaországban, Côtes-d’Armor megyében. Lakosainak száma 1738 fő (2022. január 1.). Matignon Pléboulle, Saint-Cast-le-Guildo és Saint-Pôtan községekkel határos.

## Népesség
A település népességének változása:
| Lakosok száma | 1417 | 1609 | 1613 | 1557 | 1633 | 1643 | 1662 | 1697 | 1704 | 1738 |
|               | 1968 | 1982 | 1990 | 2006 | 2013 | 2015 | 2017 | 2019 | 2020 | 2022 |